# Route départementale 120 (Guadeloupe)
Pour les articles homonymes, voir Route 120.
La route départementale 120, ou RD 120, est une route départementale française en Guadeloupe de 23 km, qui relie Sainte-Marguerite (Le Moule) à Beaufond (Anse-Bertrand) par la côte est de Grande-Terre.
C'est aussi l'une des plus grandes routes départementales de la Guadeloupe

## Tracé
- Palais de Sainte-Marguerite (Le Moule) relié à la RD 123.
- Sainte-Marguerite (Le Moule) relié à la RD 121
- Gros-Cap (Petit-Canal)
- La Mahaudière (Anse-Bertrand)
- Massioux (Anse-Bertrand) relié à la RD 122
- Beaufond (Anse-Bertrand) relié à la RN 8